# いつか晴れた日に (山下達郎の曲)
「いつか晴れた日に」（いつかはれたひに）は、1998年4月29日に発売された山下達郎通算31作目のシングル。

## 解説
「いつか晴れた日に」は、TBS系ドラマ『先生知らないの?』主題歌として制作された。後に『COZY』にリミックス・ヴァージョンで、2012年リリースのオールタイム・ベスト『OPUS 〜ALL TIME BEST 1975-2012〜』にそれぞれ収録されたほか、松本隆作詞活動30周年記念企画として発売されたCD-BOX『風街図鑑』にも収録された。山下は、「自分の曲としては異色です。いろんな意味で自己模倣ではないので意欲作、チャレンジとも言えますね。思ったより売れなかったけど納得してますね。ギターで弾き語りのできる曲がないんで1曲欲しかったんです。いざ始めると、ライヴをやってないんで作家主義って言うか作品主義的な感じで進めたの。するといつもの感じとメロディーもコード進行も違った形になったんです」と答えている。
「好・き・好・きSweet Kiss!」はシングルのみの収録曲で、後にベスト・アルバム『RARITIES』に追加レコーディングの上、収録された。元々、誰かへの楽曲提供を想定して作った曲なので、山下の中の作家的な部分が強く出ており、詞・曲ともに愛着のあるという一作。結果的に80年代のEPOのような雰囲気になったという。
「いつか晴れた日に (Stand Alone Version)」は、ギター1本で歌った弾き語りヴァージョン。この曲も、ベスト・アルバム『RARITIES』にリミックス・ヴァージョンで収録された。山下は「本来F#マイナーなんだけど、半音下げてFマイナーで弾く予定がEフラットに行く時に音が薄くてすごく気持ち悪くなっちゃうんです。で、歌が犠牲になって無理矢理F#マイナーで歌っているんです。歌がきついんです。そういった意味でのアプローチ方法も珍しいですね」という。元々この曲は弾き語りを目論んだ作品で、シングルのカップリングにどうしても入れたくて、「好・き・好・きSweet Kiss!」のカラオケ・ヴァージョンの代わりに収録された。
後に山下は、このシングルのマスタリングについて、「僕の前にやっていた若い女の子のシングルっていうのを聴かせてもらったんだけど、硬いなんてもんじゃない。ベースないんだもん。マスタリング・エンジニアに“本当にいいの?”ってきいたら“いや、これが向こうからのオーダーなんですよ。これでA&Rもすごく喜んで帰るんだからしょうがないでしょ”って。とにかくレベルは入れ放題…8dbくらい入ってたんじゃないかな、あれ。そんなのの後で自分のを聴くでしょ、すると“こんなに甘くて大丈夫かな”って本気で思ってしまいます」と、インタビューで答えている。

## 収録曲
| 全作曲・編曲: 山下達郎。 |                                                            |           |            |      |
| #                        | タイトル                                                   | 作詞      | 作曲・編曲 | 時間 |
| 1.                       | 「いつか晴れた日に」(TBS系ドラマ「先生知らないの?」主題歌) | 松本隆    | 山下達郎   | 4:54 |
| 2.                       | 「好・き・好・きSweet Kiss!」(ジャックスカードCMソング)    | 山下達郎  | 山下達郎   | 4:10 |
| 3.                       | 「いつか晴れた日に (Stand Alone Version)」                 |           | 山下達郎   | 4:15 |
| 4.                       | 「いつか晴れた日に (Original Karaoke)」                    |           | 山下達郎   | 4:55 |
| 合計時間:                | 合計時間:                                                  | 合計時間: | 18:14      |      |

## クレジット

### いつか晴れた日に
| ©1998 Nichion,Inc. & Smile Publishers Inc.                                   |
|                                                                              |
| 山下達郎 : Lead & Background Vocals, Acoustic Guitar, Keyboards & Percussion |
| 青山純 : Drums                                                               |
| 伊藤広規 : Electric Bass                                                     |
| 佐橋佳幸 : Acoustic Guitar                                                   |
| 難波弘之 : Electric Piano                                                    |
| 竹内まりや : Background Vocals                                               |
| 三谷泰弘 : Background Vocals                                                 |

### 好・き・好・きSweet Kiss!
| ©1998 Smile Publishers Inc.                       |
|                                                   |
| 山下達郎 : Computer Programming & All Instruments |

## リリース日一覧
| 地域 | タイトル                                     | リリース日    | レーベル   | 規格          | 品番      | 備考                                                                      |
| ---- | -------------------------------------------- | ------------- | ---------- | ------------- | --------- | ------------------------------------------------------------------------- |
| 日本 | いつか晴れた日に / 好・き・好・きSweet Kiss! | 1991年8月25日 | MOON / MMG | 8cmCDシングル | AMDM-6040 | - タイトル・トラックはシングル・ミックス - 外袋に透明ステッカーが貼られる |

## 収録アルバム
| # | タイトル                         | リリース日     | レーベル                  | 規格        | 品番                                                  | 備考                                                                          |
| - | -------------------------------- | -------------- | ------------------------- | ----------- | ----------------------------------------------------- | ----------------------------------------------------------------------------- |
| 1 | COZY                             | 1998年8月26日  | MOON / WARNER MUSIC JAPAN | CD          | WPCV-7450                                             | 「いつか晴れた日に (ALBUM REMIX)」を収録                                      |
| 1 | COZY                             | 1998年10月25日 | MOON / WARNER MUSIC JAPAN | 2LP         | WPJV-7450~1【完全生産限定盤】                         | 「いつか晴れた日に (ALBUM REMIX)」を収録                                      |
| 2 | RARITIES                         | 2002年10月30日 | MOON / WARNER MUSIC JAPAN | CD          | WPC2-10001                                            | 「好・き・好・きSweet Kiss!」「いつか晴れた日に (Stand Alone Version)」を収録 |
| 3 | OPUS 〜ALL TIME BEST 1975-2012〜 | 2012年9月26日  | MOON / WARNER MUSIC JAPAN | - 4CD - 3CD | - WPCL-11201/4【初回限定盤】 - WPCL-11205/7【通常盤】 | - オールタイム・ベスト - 「いつか晴れた日に」は『COZY』収録と同じ             |